# Tot mai sus (album)
Tot Mai Sus este cel de-al doilea album solo al rapperului român Guess Who. Albumul a fost lansat pe 20 septembrie 2011 de casa de discuri Music Expert Company împreună cu GSP (Gazeta Sporturilor) și conține colaborări cu Spike, Doc, Grasu XXL, Agresiv, Horia Brenciu și Marius Moga.

## Tracklist oficial
| #  | Titlul piesei                          | Colaborare cu              | Durată (minute) |
| -- | -------------------------------------- | -------------------------- | --------------- |
| 1  | „Oriunde te duci”                      |                            | 2:38            |
| 2  | „Știu deja”                            |                            | 3:00            |
| 3  | „Liber”                                |                            | 3:42            |
| 4  | „Sâc!”                                 | Spike                      | 3:08            |
| 5  | „Muci”                                 |                            | 3:58            |
| 6  | „Scuză-mă”                             | Dax                        | 2:49            |
| 7  | „Șansa ta”                             | Doc                        | 2:58            |
| 8  | „Preludiu”                             |                            | 0:57            |
| 9  | „Sex”                                  |                            | 3:46            |
| 10 | „Zi de vară”                           |                            | 3:17            |
| 11 | „Tot Mai Sus”                          | Marius Moga („deMoga”)     | 2:56            |
| 12 | „Decât să minți”                       | Mitză (Agresiv)            | 3:35            |
| 13 | „Manifest”                             |                            | 3:31            |
| 14 | „Diamantele se sparg”                  | Grasu XXL și Horia Brenciu | 3:49            |
| 15 | „Unu Altu” (Bonus Track: (radio edit)) |                            | 3:13            |